# Кулебин, Андрей Николаевич
Андрей Кулебин — белорусский спортсмен, выступающий в кикбоксинге и тайском боксе. Неоднократный чемпион мира и победитель различных турниров среди любителей и профессионалов. Спортивную карьеру совмещал с тренерской деятельностью 2007 по 2010 в клубе «Кик Файтер», в паре другим известным бойцом Андреем Коцуром. Среди их воспитанников есть неоднократная чемпионка мира Екатерина Вандарьева. Кулебин закончил Белорусское республиканское училище олимпийского резерва и Белорусский государственный университет физической культуры. В настоящее время действующий спортсмен.

## Биография

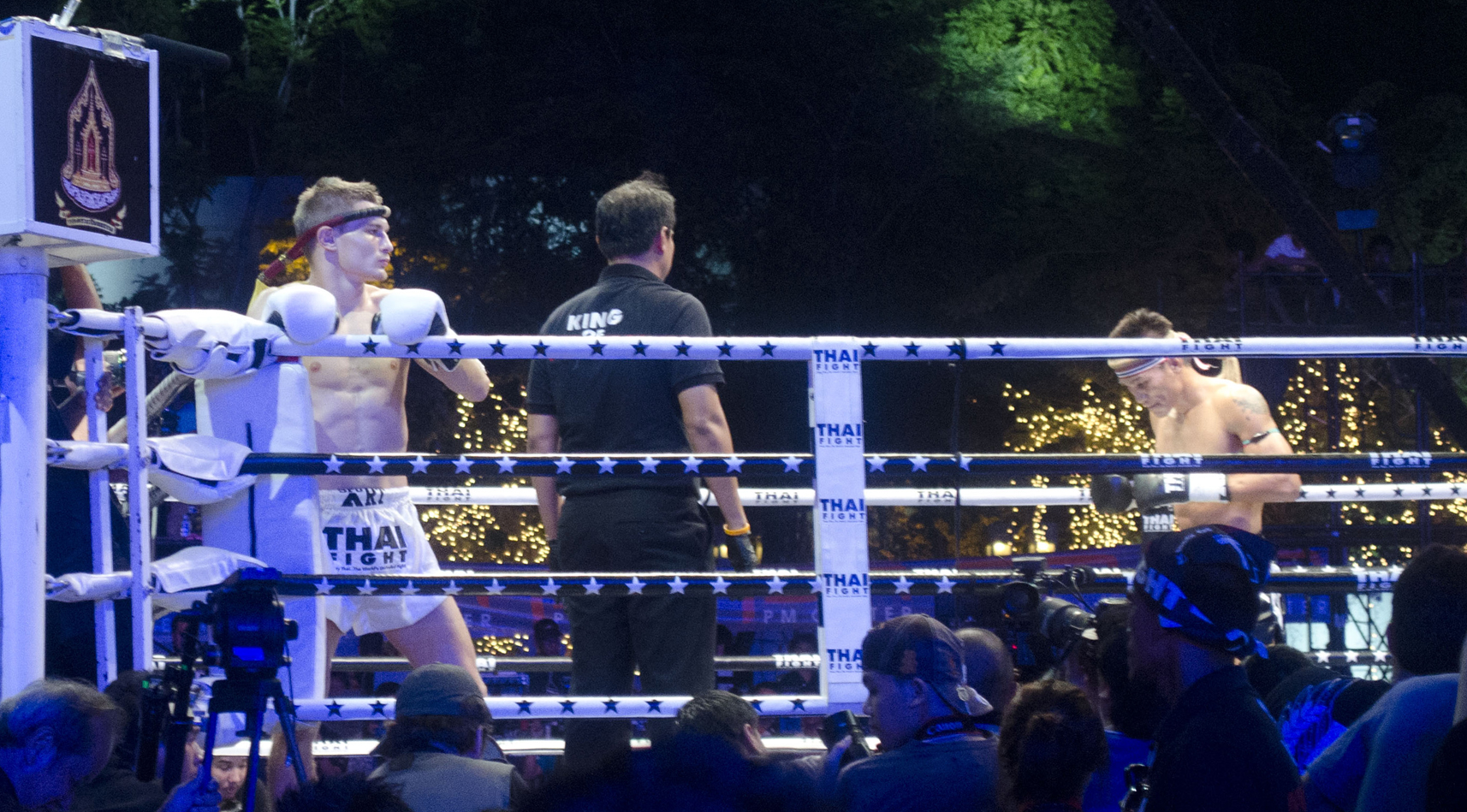
Ready to against with Singmanee Kaewsamrit at THAI FIGHT 2012 final

### Ранние годы
Кулебин родился 14 мая 1984 в Германии в семье военнослужащего. Когда Андрею было полтора года семья переехала в поселок Гатово под Минском.

Единоборствами Андрей начал заниматься в возрасте 9 лет. Первым серьёзным достижением Кулебина в спорте стал чёрный пояс по тхэквондо. В возрасте 12 лет по его просьбе отец привел Андрея в клуб «Кик Файтер» к заслуженному тренеру Республики Беларусь Евгению Добротворскому, у которого тогда тренировались чемпионы мира Дмитрий Шакута, Алексей Пекарчик, Василий Шиш, Евгений Гвоздев, Дмитрий Корень и другие.

### 2001-2005 годы
С 2001 года Кулебин успешно выступал на международных любительских соревнованиях. Начав с бронзы на чемпионате мира по тайскому боксу, он впоследствии трижды подряд становился чемпионом мира (тогда он выступал по версии WMF, называвшейся до 2004 года IAMTF). Дважды золото Андрей завоёвывал на чемпионатах по кикбоксингу (WAKO). В этот период Кулебин постоянно поднимался по весовым категориям, дойдя от первого наилегчайшего до лёгкого веса.

На профессиональном ринге Андрей начал выступать с 1999 года. Из ранних его боёв следует отметить победу в 2002 году над другим перспективным бойцом из СНГ украинцем Богданом Лукиным (в будущем — 4-кратный чемпион мира). 

В 2004 году, победив трёхкратного чемпиона мира американца Рауля Лопеса, Андрей завоевал первый чемпионский титул среди профессионалов по версии WKN. Год спустя в бою с Джалалом Эшауши Кулебин выиграл второй титул по той же версии, но на одну категорию выше.

В декабре 2005 года Кулебин был удостоен приглашения в Бангкок на фестиваль, приуроченный ко дню рождения короля Таиланда. Однако в бою за титул чемпиона в лёгком весе по версии WPMF Андрей проиграл пятикратному чемпиону мира словаку Рудольфу Дурице, назвав впоследствии этот бой одним из сложнейших в карьере.

### 2006-2008 годы
С 2006 года профессиональная карьера Кулебина пошла вверх. Он три раза подряд становился победителем гонконгского гран при I-1, проходившего под эгидой крупнейшей мировой федерации тайского бокса WMC. Дважды турнирная сетка сводила Андрея с Рудольфом Дурицей, у которого он успешно взял реванш, и трижды — с известным тайцем Сантичаем О. Бунчуаем. Победы принесли ему мировую известность как одного из сильнейших полусредневесов планеты.

На любительском ринге Андрей также имел успех, занимая призовые места на международных соревнованиях. Особенно удачным выдался 2007 год, когда Кулебин выиграл оба чемпионата мира по тайскому боксу (IFMA и WMF) и чемпионат мира по кикбоксингу (WAKO).

В 2008 году Андрей стал первым белорусским тайбоксером, получившим звание Заслуженного мастера спорта.

### 2009 год
2009 год начался для Кулебина не слишком удачно. На очередном гран-при I-1 он, традиционно считаясь фаворитом, травмировался в четвертьфинале, из-за чего снялся с финального поединка. Однако уже в июне Андрей сумел завоевать самый престижный титул в карьере - чемпионский пояс по версии WMC, доставшийся ему в бою с находившемся на пике формы голландцем Мосабом Амрани.

В сентябре Кулебин стал победителем прошедшего в Минске гран-при Big-8 (под эгидой WKN).

В ноябре 2009 года Андрей, нокаутировав англичанина Майкла Дикса, завоевал титул чемпиона мира по версии WMC, но уже на одну весовую категорию выше.

По итогам достижений Кулебин победил в номинации «Боец года» авторитетной компании Golden Belt Association, опередив обладателя Кубка короля Таиланда Косму Алешандри.

### 2010 год
В марте 2010 года Кулебин вновь принял участие в пятом по счёту гран-при I-1. На этот раз обошлось без травм, и Андрей вернул себе звание сильнейшего бойца турнира.

Неудачным стало для Кулебина противостояние с сильным тайцем Сутсакхоном Со. Клинми. Первый раз Андрей проиграл ему в январе в бою за титул чемпиона мира по версии WKN во втором полусреднем весе, второй раз был снят врачом из за рассечения в финале гран-при Big-8.

Более успешной оказалась поездка в Великобританию, где в октябре в бою с местным бойцом Имран Ханом Кулебин завоевал чемпионский пояс WDKMA.

### 2011 год
В январе и мае 2011 года Кулебин потерпел поражения от сильных тайцев Кхаупхонглека Луксунтхама и Саййока Пхумпханмуанга.

В ноябре Андрею удалось успешно закончить год победой на 3-м гран-при Big-8, которая принесла ему также титул чемпиона мира по версии WKN во втором полусреднем весе   .

### 2012 год
В марте 2012 года Кулебин проиграл техническим нокаутом в третьем раунде сильному англичанину Лиаму Харрисону.
В июне 2012 года в Гродно, Беларусь Кулебин вернулся в ринг с победой, выиграв нокаутом у тайца Пхетасвина Ситрансферри (5-й в рейтинге WMC и 7-й в рейтинге WBCMT). 
Спустя три недели, 24 июня Андрей решением судей проиграл в бою с ещё одним представителем Таиланда Сингмани Кэусамрытом, не сумев завоевать титул чемпиона мира во втором полусреднем весе по версии WPMF. 

В сентябре Кулебин выступил на очередном любительском чемпионате мира, завоевав золото впервые с 2007 года.

Вернувшись на профессиональный ринг, Андрей принял участие в турнире ThaiFight в категории второго полусреднего веса. Побив в четвертьфинале южноафриканца Криса Буссуку (октябрь) и в полуфинале бразильца Адаилтуна Перейру (ноябрь), Кулебин прошёл в финал, где ему выпал шанс взять реванш у Сингмани Кэусамрыта. Однако судьи и на этот раз оказались на стороне тайца.

### 2013 год
Кулебин выигрывает Турнир Max Muay Thai в г.Сурин (Таиланд) победив в первом бою африканского спортсмена Умара Семанту и во втором бою нокаутом тайца Петасвина. В финальной части этого турнира проиграл тайцу Сакетдао. Зато любительская карьера сложилась более удачно: второе место на Чемпионате Европы и поражение в финале от украинца Кулябы Сергея, вызвавшее массу вопросов сменилось золотой медалью (единственной в Белорусской сборной) на Всемирных играх единоборств в Санкт Петербурге.

### 2014 год
На турнире в Таиланде 25 января, выиграв в полуфинале у Семанты, Кулебину не удалось примерить чемпионский пояс WLF(World Liga Fighting) из за тайца Luktuofan. Затем победа в Таиланде над сильным Китайским спортсменом Yang Zhow и пояс чемпиона мира по престижной версии International Professional Combat Council на турнире с Участием Буакава Combat Banchamek. На чемпионате мира среди любителей Кулебин прошёлся катком по соперникам одержав 3 победы нокаутом из 4х и завоевав вместе с золотой медалью кубок лучшего бойца Чемпионата мира. На турнире GPRO в Нижнем Новгороде Андрей Кулебин отстоял свой титул чемпиона мира по версии International Professional Combat Council. В мировом Grand Prix Андрей одержал две красивые победы: в полуфинале над чемпионом стадиона Раджадамнерн Чек Бином из Таиланда и в финале над Артёмом Пашпориным из России.

## Титулы любительские

### Кикбоксинг
- 2007 Чемпионат мира WAKO  63,5 кг
- 2003 Чемпионат мира WAKO  57 кг
- 2001 Чемпионат мира WAKO  51 кг

### Тайский бокс
- 2016 Чемпионат Европы IFMA  71 кг
- 2016 Чемпионат мира IFMA  71 кг
- 2015 Чемпионат мира IFMA  71 кг
- 2014 Чемпионат Европы IFMA  67 кг
- 2014 Чемпионат мира IFMA  67 кг
- 2013 Всемирные Игры Боевых Искусств  67 кг
- 2012 Чемпионат мира IFMA  67 кг
- 2011 Чемпионат мира IFMA  67 кг
- 2009 Чемпионат мира IFMA  67 кг
- 2008 Чемпионат мира IFMA  67 кг
- 2007 Чемпионат мира IFMA  67 кг
- 2007 Чемпионат мира WMF  63,5 кг
- 2006 Чемпионат мира IFMA  60 кг
- 2006 Чемпионат мира WMF  60 кг
- 2005 Чемпионат мира WMF  60 кг
- 2004 Чемпионат мира WMF  57 кг
- 2003 Чемпионат мира IAMTF  54 кг
- 2001 Чемпионат мира IAMTF  48 кг

## Титулы профессиональные
- 2014 чемпион мира по версии IPCC (67кг) Россия
- 2014 чемпион мира по версии IPCC (67кг) Таиланд
- 2011 чемпион мира по версии WKN (66,7 кг)
- 2011 победитель гран-при Big-8 (66,7 кг)
- 2010 чемпион мира по версии WDKMA (66 кг)
- 2010 победитель гран-при I-1 (66 кг)
- 2009 чемпион мира по версии WMC (66.678 кг)
- 2009 победитель гран-при Big-8 (66,7 кг)
- 2009 чемпион мира по версии WMC (63.503 кг)
- 2008 победитель гран-при I-1 (65 кг)
- 2007 победитель гран-при I-1 (63,5 кг)
- 2006 победитель гран-при I-1 (63,5 кг)
- 2005 чемпион мира по версии WKN (60,3 кг)
- 2004 чемпион мира по версии WKN (58,5 кг)